# Fjärilshuset
Fjärilshuset is een vlindertuin in Solna in Zweden. Het omvat ook een aquariumgedeelte, "Haga Ocean". 

## Geschiedenis
Fjärilshuset werd in 1989 geopend in het Hagaparken. 

## Beschrijving
Het vlinderhuis beslaat meer dan 800 m² en de omgeving is tropisch met warme temperaturen en een hoge luchtvochtigheid. Naast vlinders worden in dit gedeelte van Fjärilshuset ook enkele soorten gifkikkers, landschildpadden en zoetwatervissen gehouden. Het aquariumgedeelte omvat een bassin van dertig meter lang dat 1,2 miljoen liter water bevat. In dit bassin worden roofhaaien gehouden. Verschillende soorten uit de koraalriffen zijn ondergebracht in kleinere aquaria.